# Пастушок-голоок рожевошкірий
Пастушок-голоок рожевошкірий (Gymnocrex plumbeiventris) — вид журавлеподібних птахів родини пастушкових (Rallidae). Вид поширений в Індонезії та Папуа Новій Гвінеї.

## Поширення
Вид поширений у Новій Гвінеї, на Молуккських островах, островах Ару, острові Нова Ірландія та деяких менших островах. Його природним середовищем проживання є субтропічні або тропічні вологі рівнинні ліси та субтропічні або тропічні вологі гірські ліси.

## Підвиди
Виділяють два підвиди:
- G. p. plumbeiventris (G. R. Gray, 1862) (Північне Малуку, Місоол, північ Нової Гвінеї, Каркар і Нова Ірландія);
- G. p. hoeveni (H. K. B. Rosenberg, 1866) (Нова Гвінея та острови Ару).